# Джани Анели
Вижте пояснителната страница за други личности с името Джовани Анели.
Джовани Анели, наречен Джани (на италиански: Giovanni Agnelli, detto Gianni) и известен като „Адвоката“ ("L'Avvocato"), е италиански предприемач, светска личност, спортен мениджър и политик, основен акционер и управител на върха на Фиат, пожизнен сенатор и офицер от Кралската армия на Италия.
Той е известен като „Адвоката“, въпреки че има диплома по право, той никога не завършва тригодишния стаж, необходим за достъп до професията на адвокат.
Кмет е на северноиталианското градче Вилар Пероза в продължение на 35 години.

## Биография

### Семейство
Второто от седемте деца на предприемача Едоардо Анели и на аристократката Вирджиния Бурбон дел Монте, Джани е роден на 12 март 1921 г. в Торино, Северна Италия. Дядо му, чието име носи Джани, е сенатор Джовани Анели, основател, заедно с други, на Фиат. Баща му загива в самолетна катастрофа през 1935 г., когато Джани е на 14 години, а майка му загива в автомобилна катастрофа през 1945 г. Има двама братя: Джорджо и Умберто, и двамата предприемачи, и четири сестри: Клара, принцеса фон Фюрстемберг, графиня Сузана, графиня Мария Соле и графиня Кристиана. 
Той е образован в съответствие с модела на висшата средна класа в тесен контакт с аристократичния свят, облагодетелствани от връзките с принцовете на Пиемонт и в съответствие със строгия формализъм на обичаите на времето, които изискват децата от най-високопоставените семейства да бъдат поверявани на грижите на чуждестранни гувернантки и на частни учители.

### Младост
Учи в класическата гимназия „Масимо д'Адзельо“ в Торино, където получава диплома за средно образование през 1938 г. Същата година прави пътуване до Съединените щати, където посещава Ню Йорк, Детройт и Лос Анджелис. Връща се в Италия, силно впечатлен от САЩ, където всичко му се струва белязано от внушителни измерения, и укрепен в идеята, внушена му вече от дядо му, че американската цивилизация и сила са извън обхвата на европейските нации. Свързва с това си първо впечатление изразените си прозападна ориентация и проамериканизъм на зрелите си години.
По време на Втората световна война през 1940 г. е в курс за запасни офицери в Кавалерийската школа в Пинероло. С чин „втори лейтенант“ е зачислен в 1-ви полк „Кавалерия Ница“ и е изпратен като командващ офицер на руския фронт. След като се завръща в Италия в края на 1941 г., през януари 1942 г. е прикрепен към кавалерийския полк на Лоди и е назначен за командване на ескадрон бронирани коли, с който е изпратен в Триполи на 23 ноември 1942 г., няколко седмици преди превземането му от британската Осма армия. Участва в Тунизийската кампания, където е награден с Боен кръст за военна доблест на 14 февруари 1943 г. По молба на дядо си е репатриран на 29 април, пристигайки в Сицилия.
През периода, прекаран в Италия, между ноември 1941 г. и ноември 1942 г., продължава обучението си, като се дипломира по право в Торинския университет. След примирието на Италия с Антихитлеристката коалиция на 8 септември Джани се опитва да намери убежище заедно със сестра си Сузана в семейното имение в провинция Арецо, ескортиран от маршал от Вермахта, на когото в замяна обещава нова кола.
По време на пътуването колата, управлявана от подофицера, катастрофира сериозно. Младият Джани е с фрактура на десния крак и е приет в болницата във Флоренция, където съюзническите войски пристигат на 23 август 1944 г. След дългия си болничен престой се мести в Рим, зачислен като офицер за връзка на Италианския освободителен корпус със съюзническите войски.
Веднага след края на Втората световна война, на 25-годишна възраст, става президент на RIV – компания за производство на сачмени лагери, основана от инж. Роберто Инчерти и неговия дядо Джовани през 1906 г.: това обаче е само представителна длъжност.
Същата година е избран за кмет на градчето Вилар Пероза, в което семейството живее през лятото (и откъдето е родом), както и мястото на първата фабрика на RIV. Това не е много престижна позиция и Анели я заема 35 години. Между края на 1945 г. и началото на 1946 г. се оказва замесен, представлявайки семейството, в сложните преговори между Комитета за национално освобождение, съюзническите окупационни власти и временното италианско правителство за нормализиране на управлението на ФИАТ, в което сем. Анели все още е основен акционер; на 23 февруари 1946 г. самият той подписва споразумението, което възстановява борда на директорите на компанията и възстановява Виторио Валета, преди това свален по обвинения в колаборационизъм с германците, от позицията на изпълнителен директор.

### Следвоенен период
В края на 1946 г., почти година след смъртта на дядо си, Виторио Валета, който е станал безспорен господар на компанията, се среща с младия наследник на покойния сенатор, за да реши съдбата на компанията. 63-годишният мениджър поставя следната дилема пред новия собственик: „Има само две възможности: или Вие да станете президент на Фиат, или аз да го направя“, на което младият Анили отговаря: „Но разбира се Вие, професоре“. С този отговор „професорът“ печели управленската си автономия, а младият наследник – свободата да се наслаждава на младостта си, следвайки съвета, който дядо ще му даде: „Вземи си няколко години почивка, преди да се потопиш в грижите за компанията.“ Впоследствие обаче Валета се оплаква на няколко пъти от прекомерното отсъствие на основния акционер от корпоративния ангажимент.
Междувременно, още през 1947 г., Джани става президент на футболния отбор, който баща му Едоардо е довел до ролята на примадона в италианския футбол: ФК „Ювентус“ – отбор, към който той е привързан през целия си живот. Той пътува непрекъснато по света, посещавайки най-модерните места в Европа и най-известните хора от международния хайлайф: актриси, принцове, магнати, политици (приятелствата му с Джон Кенеди, тогава сенатор от Демократическата партия, датират от онези години, както и посещенията му при банкерите Дейвид Рокфелер и Андре Майер от международната инвестиционна банка „Лазар“).
Има множество романтични връзки, от които само една, доста бурна, е по-стабилна – тази с Памела Дигби, бивша съпруга на сина на Уинстън Чърчил Рандолф. В края на тази връзка, през лятото на 1952 г., Джани става жертва на ужасна автомобилна катастрофа: шофирайки от Торино за Монте Карло, той се блъска в камион. Така десният му крак отново е тежко ранен и за втори път застрашен от ампутация. Впоследствие е опериран няколко пъти, но сложна протеза му позволява да продължи да практикува един от любимите си спортове: ските (карайки ски, той го чупи за трети път през 1987 г.). Той се възстановява от инцидента доста добре, но остава леко, но видимо накуцващ през целия си живот.
Жени се на 19 ноември 1953 г. в замъка „Остхофен“ в Страсбург за принцеса Марела Карачоло ди Кастането (1927 – 2019), принадлежаща към аристократично семейство от неаполитански произход, фотографка, фотомодел, дизайнерка, светска личност и колекционерка на изкуство, от която има две деца – Едоардо (1954 – 2000) и Маргерита (1955). Едоардо, определен за негов наследник на върха на семейната компания Фиат, проявява слаб интерес към света на бизнеса и за сметка на това се интересува от философските и религиозни теми; прави пътувания до Индия, където се среща с учителя Сатия Сай Баба, а по-късно отива в Техеран, където се доближава до шиитския ислям. Маргерита се омъжва първо за Ален Елкан – италиански журналист и писател с американско гражданство, от когото има двама сина (Джон и Лапо) и една дъщеря (Джиневра), а после поставя началото на линия Дьо Пален, като се омъжва за Серж дьо Пален – френски граф и мениджър на Фиат, от когото има един син (Пиетро) и четири дъщери (Мария, Ан, София и Татяна), родени в периода 1984 – 1990 г.
През 1959 г. Анели става президент на Иституто Финанциарио Индустриале (IFI) – чиста финансова компания, която е един от семейните сейфове и която заедно с IFIL, друг семеен сейф, контролира Фиат. Той също така става главен изпълнителен директор на самата Фиат през 1963 г. – позиция, която трябва да сподели с Гауденцио Боно, докато неговият братовчед Джовани Нази е вицепрезидент. Така или иначе кормилото на автомобилната компания засега остава в ръцете на Валета, все още президент.

### Президент на Фиат

#### 60-те години
На 30 април 1966 г. вече 80-годишният президент на Фиат Виторио Валета предлага Джани Анели за свой заместник на общото събрание на акционерите, които одобряват името, връщайки кормилото на компанията на семейство Анели след повече от двадесет години президентство на Валета. Новата управленческа структура взема в предвид неопитността на Анели и задържа Валета като специален делегат за производствените програми, отношенията с работната сила и чуждестранните инициативи, а Гауденцио Боно поема ролите на единствен управляващ директор и генерален мениджър.
Поемайки кормилото на Фиат на 45-годишна възраст, след като на практика играе само представителни роли, Джани Анели се оказва изправен пред два проблема. Първият се отнася до изпълнението на споразумението със СССР за изграждането на завод в Толиати – град на Волга, за което Фиат трябва да предостави на Аутопромимпорт (отговорния съветски орган) завършения завод и ноухау-то за производство. Договорът е последната работа на Валета и смъртта му през 1967 г. заплашва да затрудни изпълнението му, но управлението не е особено тежко: СССР спазват установените условия и всичко върви според договорената програма. Вторият проблем е много по-сериозен. Притичвайки на помощ на президента на Алфа Ромео Джузепе Лураги, който от години проповядва невъзможността за балансиране на сметките на компанията без адекватна критична маса от производствени обеми (и използвайки възможността да отвори голям завод на юг), италианското правителство решава да финансира Алфа Ромео за изграждането на завод в Южна Италия, където ще се произвежда автомобил от средно ниво и в същия пазарен сегмент като Фиат 128, пуснат скоро след това.
Според Джани Анели в малката градина на италианския пазар на автомобили с нисък и среден клас, който вече е желан от европейските конкуренти благодарение на постепенното намаляване на митата в рамките на ЕИО, няма място за друг италиански конкурент, особено ако може да разчита на финансиране от данъкоплатците. Но всички опити за политическо противопоставяне на този проект се провалят; посоченото седалище е Помиляно д'Арко – град на няколко километра от Неапол, където вече оперират малката Алфа Мотори Авио и Аерфер – средноголяма парадържавна компания, която произвежда части за търговски самолети от името на големи американски компании. За да намери достатъчно междинен технически персонал, който да поддържа завода в експлоатация, новосъздадената Алфасуд няма друг избор, освен да се обърне към ръководителите на Фиат, от които взема тези техници, като им предлага заплати, по-високи от тези на торинската компания.
Въз основа на проучване, поръчано на американска консултантска фирма, в началото на 1968 г. Джани започва сложен процес на редизайн на фирмената система, поверен преди всичко на намесата на новия главен изпълнителен директор, неговия брат Умберто (роден през 1934 г.). Умберто, който е член на борда на директорите на Фиат от 1964 г., има предишен опит в реорганизацията на френското дъщерно дружество Симка, по това време четвъртият по големина производител на автомобили на френския пазар. Отказвайки се от индустриалната политика на Виторио Валета (земя/море/небе), Джани Анели решава да се отърве от тези производства, които изискват непрекъснати инвестиции и чиято рентабилност е несигурна и обусловена (не само на италианския пазар) от избори, често свързани с политически решения. По този начин 50% от Гранди Мотори, известен като Морска дивизия, специализиран в морски дизелови двигатели за големи кораби, е продаден на Финмеканика, и е прехвърлен в Триест с първоначалното име „Гранди Мотори Триесте“.
Подобна процедура е последвана с т. нар. Фиат Веливоли, специализиран в производството на самолети, главно за военна употреба, често по лиценз от големи чуждестранни компании, който е обединен с Аерфер от Помиляно д'Арко, в държавната компания Аериталия (която много години по-късно става Аления). Участието на Фиат остава само финансов факт, тъй като оперативният контрол се държи от Финмеканика: останалите 50% от акциите са окончателно продадени от Фиат през 1975 г. Същото се случва и с други по-малки предприятия.
През 1969 г. инж. Енцо Ферари отстъпва контрола върху своята компания за спортни автомобили Ферари на Фиат; състезателният отдел продължава да се управлява от него още много години. На 1 февруари 1970 г. Ланча – славна марка престижни автомобили (наричана е „италианският Мерцедес“), основана в Торино от Винченцо Ланча през 1906 г., дотогава почти неплатежоспособна, е придобита от сем. Пезенти за символичната цена от 1 млн. лири.
Мечтата на Джани Анели е интернационализацията на Фиат. Две години след като поема ръководството й, той се споразумява с Франсоа Мишлен, собственик на контролния пакет в Ситроен, който е в тежко положение, да закупи дела с намерението впоследствие да постигне пълен контрол над френския автомобилен производител. Синергията между двата европейски производителя изглежда обещаваща: Ситроен е престижна марка с добра репутация в производството на автомобили от висок клас, Фиат също в малки автомобили. Споразумението е сключено, хората на Фиат идват начело на Ситроен, но националистическата опозиция на голистите застава на пътя: на Фиат е забранено да придобие по-голямата част от акциите на Ситроен. Недоразуменията между италианските техници и френските техници свършва останалото: Фиат, без пълен контрол върху компанията, не може да наложи нищо без споразумение с другите сили в играта, може да инвестира само в модернизиране на заводи и структури. В крайна сметка, четири години по-късно, мечтата е разбита и Джани Анели трябва да се откаже от своята интернационализация, поне по този начин, а делът на Фиат в Ситроен е продаден на Пежо. 
Джани експериментира с други пътища, към друг модел на интернационализация, който преминава през заводите на Застава за производството на мода. 128 (Югославия) и Тофаш за производството на Фиат 124 (Турция). Вече присъства на полския пазар с производството на Фиат 125, на 29 октомври 1971 г. Фиат подписва важен договор за лицензиране и индустриално сътрудничество с полската Пол-Мот. Това е последвано от мащабно производство на Фиат 126 в заводите на FSM в Тихи, Полша. Малко след това е взето решение да се предприеме отвъдморско производствено приключение: да се създаде фабрика в Бразилия (в Бело Оризонти), където първоначално е произвежда Фиат 127, подходящо модифициран за този пазар (името на бразилския модел е 147). Амбициозният проект на Джовани Аниели да направи марката Фиат известна на света е реализиран в рамките на десет години с производствени единици, разположени на четири континента: Европа - Италия (Фиат, Ланча, Аутобианки, Ферари), Испания (Сеат), Югославия (Застава), Полша (F.S.M.); Южна Америка - Бразилия (Аутомовейс), Аржентина (Конкорд); Азия - Турция (Тофаш) и Африка - малки производствени единици в Египет и Южна Африка.
Само три години след като заема поста на върха на Фиат, Анели трябва да се изправи пред доста труден проблем: подновяването на трудовия договор на металурзите (1969 г.). Спорът продължава през първата половина на годината повече или по-малко ожесточено от предишните пъти, но в началото на септември нещата се променят коренно и се появяват нови, неочаквани форми на стачка: започва това, което веднага е наречено Гореща есен. Шофьорите на мотокари във фабриката „Фиат Мирафиори“ в Торино започват стачка: те стачкуват извън директивите на синдиката, с внезапни стачки, половин ден или по-малко наведнъж, но ефектът е парализиращ. Тяхната работа е да транспортират прясно щампованите части на тялото от пресите до поточната линия: ако те спрат, цялото производство спира. Отначало синдикатът не одобрява тези спонтанни и автономни форми на протест, след което се опитва да ги върне в лоното на собствената си инициатива, улеснено и от позицията на компанията, която иска един официален събеседник пред работниците. Така започва напълно нови форми на стачка: хората започват работа в 8 сутринта, но след двадесет минути делегатите отиват в различните отдели, за да обявят внезапна стачка, която започва в 8.30 часа и продължава до обяд (или по подобен начин до следобед). Всичко това се редува: ту в едното място, ту в другото. В работилниците се формират процесии (наречени „серпентони“) от работници, оборудвани със свирки и други звукови инструменти, които преминават през помещенията, приканвайки неохотните колеги да се въздържат от работа. Те почти винаги нахлуват и в офис сградите, правейки условията на труд проблемни за служителите, които не искат да стачкуват. Има и случаи на насилие, при които компанията не се намесва, за да не се изостри напрежението и да се избегнат щети на хора и техника. Тези епизоди на насилие, които се случват главно на входа на производствените предприятия, са подклаждани от външни за компанията сили, както може да се види от докладите, изготвени от полицията, и от публичните декларации на тогавашния полицейски комисар в Торино Джузепе Монтезано. Отбелязано е активното присъствие на представители на новосформираната Лота Континуа и масово присъствие на студенти от университета „Сапиенца“ в Рим.
От бизнес гледна точка нещата вървят добре: икономическата криза от 1964 г. е преодоляна, търсенето на автомобили непрекъснато се увеличава, до степен че Фиат не може да го задоволи и сроковете за доставка се удължават. През есента започва работа фабриката в Ривалта ди Торино, където се сглобява новият среден (за онези времена) модел Фиат 128, предназначен да замени известния 1100 (мод. 103). Това е кола с модерна и атрактивна линия, разумна цена и веднага става популярна, но за да я имаш, трябва да чакаш до девет месеца.
Профсъюзният спор приключва през януари 1970 г. с нов тежък договор за компаниите, със значителни регулаторни отстъпки, което ще има тежко въздействие върху бъдещите бюджети. Между другото териториалните различия за определяне на минималната работна заплата са премахнати (дотогава минималните заплати са диференцирани по провинции, в зависимост от местния индекс на разходите за живот, съставен от ISTAT), така че новоназначеният в Палермо получава, със същата класификация, същата заплата като някой, нает в Милано. Изчислено е, че загубата на производство през „горещия“ период възлиза на над 130 000 автомобила (но някои казват много повече, над 270 000: става въпрос да се види в каква времева рамка се разглежда „горещият“ период). Междувременно се усещат ефектите от отварянето на пазарите в рамките на ЕИО и чуждестранната конкуренция увеличи навлизането си в Италия.

#### 70-те години
През първата половина на 1970 г. Джани Анели трябва да се изправи пред първата голяма криза на Фиат, може би най-голямата от Първата световна война насам: самофинансирането вече не е възможно (бразилската инвестиция има значително въздействие и първите резултати са разочароващи), продажбите на автомобили в Италия спадат и чуждестранната конкуренция, благодарение на пълното прилагане на Римския договор относно митническите бариери в Европа, става все по-жестока, подкопавайки нарастващия пазарен дял на Фиат, и Фиат вече не може без масово прибягване до кредит, както е до този момент.
През есента на 1974 г. е назначен нов шеф на корпоративните финанси Чезаре Ромити. Следвайки техните предложения, Джани Анели трансформира Фиат от индустриална компания във финансов холдинг. Много секторни холдингови компании зависят от тази, по една за всеки производствен сектор, който притежава съответните оперативни компании. Процесът продължава повече от пет години и така се раждат Фиат-Алис – сектор за селскостопански машини, Ивеко – сектор за индустриални превозни средства, Макине мовименто тера, Тексид (леярни, металургично производство и други) и не на последно място Фиат Ауто (леки и лекотоварни автомобили).
Пристигането на Анели начело на Фиат също бележи повратна точка във финансовата политика на компанията: той става все по-близък с Медиобанка на Енрико Куча (може би също в резултат на финансовите проблеми на Фиат и добрите отношения между Чезаре Ромити и Куча), от които неговият предшественик Валета винаги се е държал на учтиво разстояние.
1976 г. е белязана от две събития: пристигането и внезапното напускане на Де Бенедети и продажбата на Застрахователното индустриално дружество (SAI). Карло Де Бенедети е млад, амбициозен предприемач: той поема машиностроителната компания на баща си и придобива на ниска цена и постепенно някои компании, работещи в сектора на автомобилните компоненти, които не се справят добре, преструктурирайки ги и ги вмъква в холдинговата си компания Гилардини, контролирана с 60% от акциите. От 1974 до 1976 г. той е президент на Индустриалния съюз на Торино, а също така е съученик на Умберто Анели, брат на Джани.
През 1976 г. Джани Анели предлага на Карло Де Бенедети да се присъедини към Фиат като генерален мениджър заедно с Чезаре Ромити. Де Бенедети приема, но при условие, че ще стане акционер във Фиат, така че Анели нарежда на Фиат да купи Гилардини (компания, чийто оборот се състои основно от доставки за самата Фиат) и плаща за това с пакет от акции на Фиат, равен на приблизително 5% от акционерния капитал на компанията.
Де Бенедети, който е довел със себе си някои верни последователи, включително брат си Франко и инженера Джорджо Гаруцо, започва процес на рационализиране на управлението на компанията. Тогава внезапно, в края на август, той решава да замине. Причините за това обръщане след толкова кратко време никога не са били ясно обяснени. Гилардини остава собственост на Фиат, а Джани Анели изкупува обратно пакета акции на Фиат от Де Бенедети на същата цена като сделката четири месеца по-рано.
Другото събитие се отнася до застрахователната компания SAI, собственост на семейство Анели. Основана от дядото на Джани през 20-те години на 20 век, за да съхранява неговите фирмени и лични полици, тя следва развитието на Фиат, като се възползва от автоматичното придобиване на клиенти на Фиат, които са закупили колата на вноски с финансиране от SAVA – компанията на Фиат, която предоставя кредити на клиентите и която изисква, при изплащане на заема, уговорката за автомобилна застраховка срещу гражданска отговорност, пожар и кражба. В допълнение към застраховката на автомобила на трети страни, която е станала задължителна по закон, щетите, причинени от пожар или кражба, са гарантирани, тъй като SAVA, кредиторът на заема, остава собственик на автомобила до пълното изплащане на планираните вноски. Контролният пакет акции в SAI, който е листван на фондовата борса, е в портфейла на една от семейните холдингови компании – Иституто Финанциарио Индустриале (IFI). По това време SAI е третата италианска компания по събираемост на премии и първата в сектора на автомобилното застраховане (който е много по-голям от другите клонове, които управлява). Това очевидно се смята за неговото слабо място: цените на автомобилното застраховане са блокирани от Министерството на промишлеността, търговията и занаятите, откакто задължителният характер на застраховката на моторните превозни средства влиза в сила. Инфлацията раздува разходите за ремонт и някои хора започват да смятат, че застрахователният бизнес в този бранш скоро ще бъде национализиран.
Файл:Sandro Pert (вдясно) по време на посещеini_e_Gianni_Agnelli.jpg|мини| Джани Анели (в средата) с президента на Италианската република [[Сандро Пертининие в завода „Севел Вал ди Сангро“. На заден план Чезаре Ромити]]
През юли 1976 г. на среща е направено внезапно съобщение: компанията е продадена на финансиста Рафаеле Урсини. Изглежда, че продажбата, горещо подкрепяна от ръководителите на IFI пред адвоката, се оказва непродуктивна за продавача: постъпленията от покупката – нещо, което вече е известно по време на преговорите с Урсини, са почти изцяло използвани за обратно изкупуване на значителна част от акциите на Фиат, както обикновени, така и привилегировани, които са в портфейла на продадената компания. Блицът на Джани подразва брат му Умберто, който по време на подписването на договора за трансфер е в САЩ, и след завръщането си в Италия се оказва пред свършен факт. Продажбата предизвиква противоречия (въпреки че по онова време няма задължение да се прави оферта за поглъщане в тези случаи): продажната цена, както се казва, е твърде ниска и недоволството се разпространява във Фиат.
По ирония на съдбата година по-късно Министерството предоставя на застрахователите дългоочакваното увеличение на лихвите (20%), SAI отново процъфтява и отново сменя собственика си (от Урсини на предприемача на недвижими имоти Савлаторе Легрести) и, подобно на други компании, се връща към висока печалба в рамките на няколко години. Фиат скоро след това създава своя собствена компания – Аугуста Асикурациони, но всъщност навлиза отново в застрахователния сектор много години по-късно, като закупува мажоритарния дял в Торо Асикурациони след фалита на Амвросианската банка.
В края на 1976 г. финансовите проблеми изглеждат решени с продажбата на малко над 9% от капитала на Фиат на Лафико (Libyan Arab Foreign Investment Company) – банка, контролирана от либийското правителство на Муамар Кадафи (за десет години либийският партньор, просто в ролята на инвеститор, става собственик на почти 16% от капитала на Фиат). Трансферът предизвиква известно безпокойство в западните политически кръгове поради съществуващото напрежение между Либия на Кадафи и няколко други страни, начело със Съединените щати.
Кризата се появява отново силно в края на 70-те години: пазарният дял на Фиат Ауто в Италия – най-важният пазар за компанията от Торино, пада от почти 75% през 1968 г., по-малко от две години след дебюта на Джани Анели като активен ръководител на компанията, до 51% през 1979 г., или почти 25 пункта по-малко за десет години. В останалата част на Европа, с изключение на Испания, нещата не са се по-добри: от 6,5% през 1968 г. до 5,5% през 1979 г.. Това е преодоляно благодарение на отличния успех на моделите, желани от новия генерален мениджър на Фиат Ауто Виторио Гидела: Фиат Уно и впоследствие Фиат Крома и Ланча Тема.

#### 80-те години
Конфликтите между Фиат на Джани Анели и италианските синдикати представляват пример за отношенията между индустриалния свят и профсъюзите в Италия през 80-те години на 20. век.
Един от най-ожесточените сблъсъци с профсъюзите е решен в полза на индустриалците през 1980 г., когато обща стачка, довела до производствена блокада (блокадата на портите на Фиат продължава цели 35 дни), е прекъсната от т. нар. „марш на четиридесетте хиляди“ (по предполагаемия брой квалифицирани работници, които маршируват в Торино на 14 октомври, настоявайки за правото да могат да ходят на работа“). Това действие бележи повратна точка и рязко падане на властта, държана дотогава от синдикатите на работниците в Италия в рамките на Фиат.
Става въпрос за период, в който нещата вървят доста добре; компанията, благодарение на успеха, постигнат с новите модели, споменати по-горе, и на намаляването на производствените разходи, постигнато със силен тласък към автоматизация на производствените процеси (роботизация), което я довежда до превръщането й в световен лидер в тази област, отново постига добри печалби за своите акционери и също наема нови работници. В средата на 80-те години започват преговори за корпоративно споразумение с Форд Европа, но след това, когато преговорите вече са в напреднал етап, споразумението се проваля (октомври 1985 г.). Малко след това Анели изтръгва именно от Форд покупката на Алфа Ромео от държавния Институт за индустриална реконструкция (IRI), която италианското правителство е решило да продаде. Офертите на двамата претенденти включват възнаграждение за покупка плюс последващи финансови ангажименти в новото производствено съоръжение. Всъщност сравняването на двете оферти не е лесно, защото освен обикновената покупна цена, в действие влизат и други фактори като: методите на плащане за тази цена, ангажиментите за поддържане на нивата на заетост на Алфа Ромео, сумата на инвестициите, които двамата купувачи биха обещали да направят в придобитата компания. Тези усложнения пораждат множество полемики.
През есента е решен проблем, който продължава няколко години – присъствието на либийска държавна банка в акционерната структура. Това присъствие вече води до множество проблеми за Фиат поради връзките, които групата има с множество американски компании и образувания, дори довеждайки до отказ за закупуване на доставки от компании от групата от американски федерални образувания или частни компании, които обаче работят за отбраната на САЩ. Именно през пролетта напрежението достига своя връх: на 15 април 1986 г. ескадрила американски изтребители-бомбардировачи атакува либийска военноморска база близо до Бенгази и резиденцията на Кадафи близо до Триполи (Операция „Елдорадо каньон“) като отмъщение за поредица от атаки срещу американски бази и места, посещавани от американци, отговорността за които американската администрация приписва на либийското правителство. Няколко часа по-късно две либийски ракети падат недалеч от бреговете на остров Лампедуза. След продължили няколко месеца преговори с представителите на либийската банка притежаваният от нея дял на Фиат е изкупен обратно от един от семейната инвестиционна компания IFIL (септември 1986 г.). Операцията, проучена от Анели и Ромити с Енрико Куча, която включва както Медиобанка, така и Дойче Банк, е сложна финансова маневра, която като цяло е успешна, но предизвиква много критики.
През 1987 г. Анели осигурява контрола на семейството върху Фиат, като създава дружество с ограничена отговорност ,Джовани Анели“, което включва акциите на вече многобройните членове на семейството. Тази техника скоро е използвана и от други индустриалци. Необяснимо в края на 1988 г., архитектът на мощното възстановяване на компанията на италианския и европейския пазар, Виторио Гидела, внезапно е отстранен от Фиат, след като дълго време е бил в светлината на прожекторите. Две години по-рано самият Анели, ентусиазиран от резултатите, получени от Гидела, го посочва публично като бъдещ наследник на Чезаре Ромити. Междувременно конкуренцията от много страховити противници – японците също започва да тежи на Италия.

#### 2000-те години
През ноември 2000 г. Анели губи сина си Едоардо, вероятно от самоубийство.
началото на 21. век Джани Анели, убеден, че Фиат няма да може сама да се изправи пред предизвикателството на световния пазар (между 1990 и 2001 г. пазарният дял на Фиат в Италия спада от около 53% на около 35%, а в Европа от малко над 14% на по-малко от 10%), се отваря към американската Дженеръл Мотърс, с които той достига споразумение: голямата американска компания закупува 20% от Фиат Ауто, като плаща със собствените си акции (увеличение на капитала, запазено за Фиат), които общо струват около 5% от целия капитал на Дженеръл Мотърс, и Фиат получава клауза за продажба– правото, упражнено в този случай след две години и в рамките на следващите осем, да продаде останалите 80% от Фиат Ауто на Дженеръл Мотърс  на цена, която ще бъде определена с определени предварително определени критерии и която Дженеръл Мотърс ще бъде задължен да закупи. Планирани са и сливания между компании, състоящи се от заводите на Фиат Ауто и заводите на Опел – европейското дъщерно дружество на Дженеръл Мотърс, базирано в Германия. Споразумението се разпада пет години по-късно (както Фиат, така и Дженеръл Мотърс са в сериозни затруднения) с резултат, обратен на първоначалната хипотеза: не Фиат Ауто е продадена изцяло на Дженеръл Мотърс, а по-скоро Дженеръл Мотърс плаща, за да избегне упражняването на правото на прехвърляне (клауза put) от Фиат, като също така продава на Фиат акциите на Дженеърл Мотърс на Фиат Ауто. Съвместните оперативни дружества, които вече са създадени и работещи, са разпуснати и всяко взема обратно своя дял, въпреки че Дженеръл Мотърс запазва правата да произвежда двигателите Мултиджет, които ще бъдат монтирани на цялата гама на Дженеръл Мотърс и построени в специален завод на GM-Powertrain в Тихи, Полша. Икономическата криза в автомобилния сектор на Група „Фиат“ се случва, когато Анели се бори срещу рак, и той може да участва само в ограничен начин в развитието на събитията.

### Смърт
Джани Анели умира от рак на простатата на 24 януари 2003 г. на 81-годишна възраст в Торино в историческата си резиденция „Вила Фреско“ на границата с Печето Торинезе. Погребалният параклис е издигнат в Пинакотеката в Лингото според церемонията на Сената. Погребението, първоначално решено да бъде частно, е излъчено на живо по италианската Rai 1 и се провежда в Торинската катедрала, последвано от огромна тълпа и ръководено от кардинал Северино Полето. Впоследствие вдовицата му Марела, с отворено писмо до редактора на вестник „Стампа“, благодари на всички италиански и международни лица и на присъстващите граждани. Анели е погребан в монументалния семеен параклис в малкото гробище на Вилар Пероза.

## Други интереси

### Клубно членство
Джани Анели е член на различни ексклузивни клубове, като Клубино в Милано, Чирколо дела Кача в Рим, Knickerbocker Club в Ню Йорк, Йот Клъб Коста Змералда в Порто Черво и Корвиля Ски Клуб в Санкт Мориц.

### Спорт
Фигурата на Джани Анели е тясно свързана и с историята на ФК „Ювентус“, на чийто борд на директорите е член от 1935 г. по съвместна инициатива на някои членове на тогавашния спортен клуб със същото име. Първоначално Анели играе ролята на наблюдател – позиция, определена от неговия дядо Джовани (който отговаря за всички компании, в които семейството има пряко или непряко участие след смъртта на сина му Едоардо, който дотогава е бил считан от тогавашния президент на Фиат за негов наследник). След това той поема различни оперативни роли, подобно на други членове на семейството, започвайки от 1939 г. до получаването на вицепрезидентския пост на клуба три години по-късно под управлението на предприемача и бивш футболист на Ювентус Пиеро Дузио.
Избран за президент от борда на членовете на Ювентус на годишната среща през 1947 г., неговото управление, което продължава до 1954 г., има влияние в клуба, подобно на това на баща му Едоардо двадесет години по-рано, като купува важни играчи като Джампиеро Бониперти, Йон Хансен и Карл Оге Прест, решаващи в завоюването на два италиански шампионата през 1950 г. и 1952 г., като първият е спечелен от Ювентус петнадесет години, както и за трансформацията, извършена на корпоративно ниво от частен клуб, принадлежащ на конкурентния производител на автомобили на Фиат, Чизиталия, председателстван от гореспоменатия Дузио, в независима компания с частен капитал и ограничена отговорност; след което Дузио продава своите акции в Ювентус на сем. Анели, след ликвидацията на Сизиталия, преди да емигрира в Аржентина в края на 40-те г.
Неговото участие в спортните дела на Ювентус е интензивно, което значително засилва съществуващата идентификация между футболния клуб и сем. Анели. След като е президент на Ювентус, Анели остава свързан с него, като изпълнява различни управленски дейности като почетен президент, с което успява да запази влиянието си върху клуба до 1994 г., когато прехвърля тези дейности на брат си Умберто, след като печели начело на отбора на Ювентус десет шампионски титли на Италия, четири национални купи, три купи на УЕФА, една купа на шампионите, една купа на носителите на купи., Суперкупата на УЕФА и Междуконтиненталната купа, за общо 23 официални трофея за 48 години, което го направи един от най-важните и успешни мениджъри в историята на футбола. Неговите ежедневни телефонни обаждания, откъдето и ем в 6 сутринта до известния капитан и тогавашен президент на отбора Джампиеро Бониперти, са легендарни.
През 2000 г. Анели е назначен за президент на почетния комитет на Торино 2006 и е провъзгласен за почетен член на МОК – позиции, които заема до смъртта си.
Освен това участва в Скудерия Ферари, което го води до спечелването на световните титли във Формула 1, и с яхтата Адзура във ветроходството, което го кара да участва като първа италианска лодка в Купата на Америка. 

### Издателска индустрия
Джани Анели също присъства в издателската дейност, макар и чрез Фиат. От 1926 г. 100% от всекидневника „Стампа“ е собственост на Фиат. Кориере дела Сера също държи 1/3 от капитала си от 1973 до 1974 г., когато Джани Анели решава да продаде своя дял. Той се връща десет години по-късно, като закупи чрез Джемина – финансова компания, свързана с Фиат, малко над 46% от изд. „Рицоли“ по време на спасителна операция за издателската компания, която по това време е доста болна.

### Конфиндустрия
През 1974 г. Джани Аниели е избран за президент на Конфиндустрия – съюза на индустриалците в Италия. Неговата политика е нещо като успокоение към синдикатите с надеждата, че жестокостта на борбите ще се облекчи и ще бъде възможно да се възвърне продуктивната инерция. Привилегированият събеседник става Лучано Лама, генерален секретар на профсъюза CGIL и отговорен за политиката на трите основни профсъюза (т. нар. „тройка“ – CGIL, CISL и UIL).
Основният ефект е споразумението за т. нар. scala mobile – механизмът за индексиране на заплатите спрямо издръжката на живота. Споразумението е постигнато, предишният механизъм е променен и диференциацията между категориите също е премахната: плащането за непредвидени случаи (брутна месечна сума, която трябва да се изплаща допълнително за всяка точка на увеличение на разходите за живот) става еднаква за всички, от обикновения работник до специалиста, до ръководителя от най-високата категория преди управлението.
Анели напусна президентството на Конфиндустрия през 1976 г.: действията му впоследствие са силно критикувани (обвиняван е, че е направил отстъпки, които са твърде широки, несъвместими с икономическата ситуация и също вредящи на работната сила в дългосрочен план, тъй като в механизма за приспособяване би се таил фактор, който умножава инфлацията). От друга страна, конфликтът във фабриките не намалява; той се увеличава и влошава, както показват събитията през следващите години.

### Интитуционално участие
Той получава първата си публична длъжност през 1961 г., когато по случай честванията на първата Стогодишнина от обединението на Италия е назначен за президент на Международната трудова изложба. В началото на 1976 г. тогавашният секретар на Републиканската партия Уго Ла Малфа предлага на Анели кандидатура в листите на партията за политическите избори, които ще се проведат през юни и първоначално изглежда, че Анели има известно намерение да се придържа към предложението, но след това той отказва поканата, тъй като брат му Умберто междувременно е приел кандидатурата в Християндемократическата партия (Умберто по-късно е избран за сенатор в редиците на партията).
През 1991 г. Анели е назначен за пожизнен сенатор от президента на Италианската република Франческо Косига. В Сената се присъединява към групата „Пер ле Аутономие“ и е член на Комисията по отбрана. През 1994 г. е сред тримата пожизнени сенатори (заедно с Джовани Леоне и самия Косига), които гласуват доверие в първото правителство на Силвио Берлускони (и това е първият път в историята на Италия, че пожизнени сенатори са решаващи за доверието в изпълнителната власт), въпреки че заявява, когато Берлускони е на път да влезе в политиката: „Ако той спечели, предприемачът ще спечели, а ако загуби, ще загуби Берлускони“. Въпреки това когато първото правителство на Романо Проди пада през 1998 г. и Масимо Д'Алема, първият посткомунист, е назначен за министър-председател, предизвиква скандал вотът на Анели в полза на парламентарното доверие: както пресата обяснява, „...днес в Италия едно ляво правителство е единственото, което може да прилага десни политики."

### Меценатство
Анели има интерес му към изкуството и като меценат подкрепя различни художници. Дейността му е толкова важна, че Италианската държава го удостоява със специална почит. Личната му колекция се пази от смъртта му в Торино (Пинакотека „Анели“). 

## Личен живот
Въпреки външния си вид на хладнокръвен мъж и въпреки че е женен цели 50 години за Марела Карачоло, Джани Анели е много непринуден в личните си отношения. Както се съобщава в американския документален филм от 2017 г. „Анели“, продуциран от телевизионната мрежа Хоум Бокс Офис и представен на филмовия фестивал във Венеция, и от много уеб страници, имайки безспорен чар, Анели се радва на много сантиментални връзки и любовни афери, които консумира в многобройните си жилища. Сред многото известни жени, с които има извънбрачни връзки, са Анита Екберг, Далила Ди Ладзаро и Жаклин Кенеди. Някои от тези връзки са разкрити от самите заинтересовани страни, навярно след смъртта му; публикациите на допълнителна информация и снимки са потиснати в зародиш от членове на сем. Анели и негови сътрудници.
Анели също обича да се състезава с всички транспортни средства и особено с кола, пренебрегвайки ограниченията на скоростта, което понякога има сериозни последици за него, като катастрофата през 1952 г., която уврежда крака му. Тогава той се е опитвал спешно да влезе в контакт с тогавашната си приятелка Памела Дигби, бивша снаха на Уинстън Чърчил, в Монте Карло, която е заплашила да го напусне, след като го хваща с друга жена.

## Памет
Документацията, изготвена от Джани Анели по време на престоя му в семейния бизнес (1966-2003), се съхранява в колекцията „Фиат“ в Историческия архив на Фиат.

## Видеография
- Giancarlo Mancini, Il tempo e la storia: episodio 4x53, La famiglia Agnelli e la Juve, с Джовани Де Луна, RAI Cultura, RAI 3, 24 ноември 2016, на 24 мин и 04 сек.
- Emanuele Imbucci, Gianni Agnelli, in arte l'Avvocato, RAI 3, 13 март 2023.

## Обяснителни бележки
1. ↑  Инженер и собственик на италианския патент за лагери, който живее във Вилар Пероза, акронимът RIV, "Roberto Incerti & C. Villar Perosa", се ражда от неговото име.
2. ↑  Валета никога не заема университетска катедра, но титлата „професор“ си остава прикрепена към него, тъй като в младостта си преподава няколко години във вечерни курсове по счетоводство в института, където самият той учи.
3. ↑  Със седалище в Нидерландия, производство на големи ванове и камиони, което, в допълнение към старата SPA в Торино, включва бившата OM в Бреша, Unic в Париж, Магирус Дойц в Щутгарт, всички преди това контролирани от Фиат.
4. ↑  В известен икономическо-политически седмичник се появява статия с любопитното заглавие „Investivano alla marinara“, парафраза на заглавието на издадена преди време книга (Vestivamo alla marinara) и написана от Сузана Анели, сестрата на Джани, която описва детството им. Разбира се, статията не е любезна към тези, които искат операцията.
5. ↑  Форд, противно на посоченото в предварителните споразумения, не се съгласява да участва в компанията, която възниква от сливането между Фиат Ауто и Форд Европа, като миноритарен акционер макар че е 49% акционер), но поисква през първите три години мажоритарният дял да остане във Fiat SpA, а впоследствие контролът да премине, чрез парасоциално споразумение, към Форд – условие, което очевидно е неприемливо за Фиат.
6. ↑  Финансовата маневра, позволяваща на основните акционери на Fiat (IFI и IFIL) да изкупят обратно акциите, притежавани от либийската банка, е обект на силни противоречия, наред с други неща за предполагаемото нарушение на чл. 2357 и 2358 от Гражданския кодекс. Може да се добие представа за това на с. 200 – 207 от книгата-интервю на Ромити-Панса Questi anni alla Fiat и посветената на тях глава от Алън Фридман в книгата му Agnelli and the network of Italian power със заглавие The Libian Affair, Part II: Musical Shares, от с. 209 до с. 229. Въпреки това операцията е успешна, без да са предприети противоположни мерки от страна на административните или съдебните органи.
7. ↑  Някои медии изказват хипотезата, в обяснение на напускането на Гидела от Фиат, че той е бил обвинен, че силно е подкрепил сливането с Форд Европа, което след това не се материализира. Но това е неубедително обяснение, тъй като доста бурното напускане на Гидела (противно на това, което се случва в промишленото заведение в тези случаи) се случва три години след края на преговорите с Форд и контрастира с декларациите за уважение, отправени публично към него от Джани Анели две години по-рано (т.е. цяла година след края на преговорите с Форд), в допълнение към различните финансови облаги, предоставени му. Друга интерпретация, дадена от пресата, е тази за прекомерна концентрация на вниманието на Гидела върху индустриалната дейност в ущърб на финансовата дейност, но тази интерпретация също не е убедителна. Гидела е отговарял за Фиат Ауто, а не за Фиат АД. – компания, която е имала и има за своя корпоративна цел производството и продажбата на моторни превозни средства и изглежда доста странно, че той е бил отстранен, защото не се е ориентирал към дейност, за която компанията майка вече е била предназначена (FIAT S.p.A., в допълнение към компаниите майки IFI и IFIL). И двете хипотези не обясняват доста "бурния" начин, по който той е свален.
8. ↑  Косига е доживотен сенатор по право като бивш президент на републиката; Леоне е доживотен сенатор още преди избирането му за Квиринала

## Библиографски бележки
1. ↑  U5070
2. ↑  Storia dell'avvocato Gianni Agnelli //    Архивиран от оригинала на 2020-9-20.
3. ↑  Dalla morte del nonno Edoardo, ucciso dall'elica di un idrovolante, alla scomparsa di Giovanni Alberto Quando il destino bussa troppo presto //    Архивиран от оригинала на 2012-7-7.
4. ↑  M. Ripa di Meana e G. Mecucci, Virginia Agnelli, с. 236
5. 1 2 3  Gianni Agnelli
6. ↑  Gianni Agnelli, le 15 frasi più celebri dell'Avvocato a 100 anni dalla sua nascita
7. ↑  Gianni Agnelli, in arte l'Avvocato - Video
8. ↑  Marina Paglieri, "Che tenacia, il tenente Agnelli", La Repubblica, 25 gennaio 2003
9. ↑  Angiolo Silvio Ori, Storia di una dinastia - Gli Agnelli e la Fiat, с. 178
10. ↑  Valerio Castronovo, Giovanni Agnelli – La Fiat dal 1899 al 1945, Einaudi, с. 526-529
11. ↑  Angiolo Silvio Ori, Storia di una dinastia - Gli Agnelli e la Fiat, с. 197
12. ↑  Angiolo Silvio Ori, Storia di una dinastia - Gli Agnelli e la Fiat, с. 197
13. ↑  Nel '55, appena maggiorenne, subentra al fratello e gestisce la rifondazione Nel '94 il ritorno al timone della societa' per un nuovo rilancio ricco di trionfi La sua Juve, vittorie e conti in regola Tessitore sottile della grande svolta manageriale //    Архивиран от оригинала на 2012-7-7.
14. ↑  Chi è Serge de Pahlen, il secondo marito di Margherita Agnelli? Chi sono i loro figli?
15. ↑  Angiolo Silvio Ori, Storia di una dinastia - Gli Agnelli e la Fiat, с. 206-207; 227
16. ↑  Le nuove cariche, "La Stampa", 1º maggio 1966, с. 5
17. ↑  Fiat
18. ↑  Cesare Romiti-Gianpaolo Pansa, Questi anni alla Fiat, с. 171-172
19. ↑  Giuseppe Berta, La Fiat dopo la Fiat, Mondadori, с. 32, nel corso dell'esercizio 1969
20. ↑  Cesare Romiti-Gianpaolo Pansa, Questi anni alla Fiat, с. 10 и сл.
21. ↑  Romiti-Pansa, Questi anni alla Fiat, intervista di Gianpaolo Pansa, Rizzoli editore, с. 36; Giorgio Garuzzo, Fiat, i segreti di un'epoca, Fazi Editore, с. 22 и 23; Angiolo Silvio Ori, Storia di una dinastia – Gli Agnelli e la Fiat, с. 266
22. ↑  (англ.) Qaddafi's gift horse, от Икономист (списание), Лондон, 11 декември 1976, с. 65.
23. ↑  Romiti-Pansa, Questi anni alla Fiat, Rizzoli, с. 105
24. ↑  Alan Friedman, Agnelli and the network of Italian power, Mandarin Paperback, Octopus Publishing Gr., с. 186 и 187; Romiti-Pansa, Questi anni alla Fiat, с. 171 и сл. Самият Friedman обаче цитира на с. 188 от гореспоменатата книга оценка на британския MIRU (Motors Industry Research Unit) който, след след сложни изчисления, през януари 1988 г.  оценява общата оферта на Форд на приблизително 20% по-висока от тази на Фиат.
25. ↑  Cesare Romiti-Gianpaolo Pansa, Questi anni alla FIAT, p. 192 e segg. Vedi anche Angiolo Silvio Ori, Storia di una dinastia. Gli Agnelli e la Fiat, Editori Riuniti, с. 329 и сл.
26. ↑  Romiti-Pansa, Questi anni alla Fiat, с. 193 и сл.
27. ↑  [https://www.fanpage.it/attualita/agnelli-la-morte-misteriosa-di-edoardo-l-erede-mancato/  Edoardo Agnelli, la morte misteriosa del figlio dell’avvocato: l’erede mancato

continua su: https://www.fanpage.it/attualita/agnelli-la-morte-misteriosa-di-edoardo-l-erede-mancato/ https://www.fanpage.it/]
28. ↑  Giuseppe Berta, La Fiat dopo la Fiat, Mondadori, с. 49
29. 1 2 3  Giuseppe Berta, AGNELLI, Giovanni, в Dizionario Biografico degli Italiani, Istituto dell'Enciclopedia Italiana, 2013
30. ↑  Mario Pennacchia, Il calcio in Italia, con la collaborazione della Federazione Italiana Giuoco Calcio, vol. 1, Torino, UTET, 1999, с. 217
31. ↑  GENERAZIONE – #Agnelli //    Архивиран от оригинала на 2023-12-09. Посетен на 2025-02-20.
32. ↑  Nicola Tranfaglia e Pier Giorgio Zunino, Guida all'Italia contemporanea, 1861-1997, a cura di Massimo Firpo, vol. 4, Milano, Garzanti, 1998, с. 193
33. ↑  Juventus mourn passing of Agnelli //   24 gennaio 2003.
34. ↑  Вписан с код 214687, вж. Movimento anagrafico – Iscrizioni dal 1º al 31 agosto 1949, in Cronache economiche, n. 63, Camera di Commercio, Industria e Agricoltura di Torino, 5 agosto 1949, с. 5
35. ↑  Paul Dietschy, Antoine Mourat, The Motor Car and Football Industries from the early 1920s to the late 1940s: The Cases of FC Sochaux and Juventus, с. 54
36. ↑  Roberto Buttafarro, Giovanni De Luna, Marco Revelli, Leone Piccione, episodio 2, Un fenomeno in bianco e nero, RAI 3, 23 settembre 1986
37. ↑  Juventus mourn passing of Agnelli, in Union des Associations Européennes de Football, 24 gennaio 2003
38. ↑  Boniperti: «Avrebbe voluto anche Pelé e Maradona» //    Архивиран от оригинала.
39. ↑  Pescante, a rischio il posto nel comitato di Torino 2006
40. ↑  CIO: AGNELLI E KISSINGER MEMBRI ONORARI
41. ↑  Agnelli, Giovanni
42. ↑  Quando Gianni Agnelli fu costretto a rinunciare al partito Repubblicano
43. ↑  Gianni Agnelli, на Senato.it - XIV legislatura, Parlamento italiano
44. ↑  Senato della Repubblica - XII legislatura - 10ª seduta pubblica - Resoconto stenografico
45. ↑  Quando Agnelli disse: "Berlusconi in politica? Prende il 3%"
46. ↑  Se la sinistra è costretta a copiare ricette di destra //    Архивиран от оригинала на 2020-11-3.
47. ↑  Agnelli (филм) //    Архивиран от оригинала на 2025-03-18. Посетен на 2025-02-20.
48. ↑  Anita Ekberg parla per la prima volta di Gianni Agnelli: fu vero amore
49. ↑  Dalila Di Lazzaro e Gianni Agnelli
50. ↑  Jackie Kennedy: «Ho amato Gianni Agnelli» //    Архивиран от оригинала на 2020-12-04. Посетен на 2025-02-20.
51. ↑  (англ.) Alan Friedman, Agnelli and the network of italian power, Londra, Mandarin Paperback, p. 48. ISBN 9 780749 300937.
52. ↑  Fiat